# 大門真紀
大門 真紀（だいもん まき、1980年1月21日 -）は、日本の女優、女性声優。広島県出身。演劇集団 円所属。

## 略歴
- 2000年、円演劇研究所 入所。
- 2002年、演劇集団 円 会員昇格。
- 2013年、トリッピーキッズ渋谷表現力乳幼児教室 主宰
- 2015年、文部科学省土曜学習演劇講師・トキワ松学園アフタースクール表現力講師

## 出演作品

### テレビアニメ
- 陰陽大戦記（姉）
- 君のいる町（青大の母[3]、学生、女子生徒、携帯電話の声）
- のらみみ2（豚郎、シンシア）

### OVA
- 君のいる町（広島駅アナウンス）
- たまゆら（かおるの母）

### 吹き替え
- WITHOUT A TRACE/FBI 失踪者を追え!（アンドリュー・プラット）
- GO!GO!ジェット
- JUNO/ジュノ（ジュノ（エリオット・ペイジ））
- ナース・ジャッキー（グロリア）
- ブレイキング・ニュース

### 特撮
- 古代少女隊ドグーンV（無礼香クイーンの声）

### 舞台
- エレクトル（魔女役）
- リンリンリンゴの木の下で（記憶をなくした少女役）
- リチャード三世（ヨーク公役）
- まどさんのまど・まだ（アンサンブル）
- ファウスト（妖怪 / 侍女役）
- マクベス（三人の魔女役）
- 青い鳥ことり、なぜなぜ青い（ミチル役）

### テレビドラマ
- 伝説のマダム（NTV）
- 旅行作家・茶屋次郎 4 熊野川殺人事件（TX）
- 紅雲町珈琲屋こよみ（NHK）
- どえりゃあばあちゃん探偵団（フジ）
- 月曜ゴールデン（TBS）
  - 警視庁心理捜査官・明日香 3
  - 京都殺人授業 第一講座「雨の中の義経」（武藤好美役）
- 日曜劇場（TBS）
  - おいしいプロポーズ（社長秘書役）

### アテレコ
- ブギーマン 3
- The House
- ギャンブオブニューヨーク
- チャングムの誓い（NHK）
- 息吹・まなざし・記憶（NHK FMシアター）
- あの日、欲望の大地で
- ニュー・ハート（チェ・ミナ役）

### ドラマCD
- 神父と悪魔

### ナレーション
- あたらしいみかんのむきかた（DVD）

### 歌
- 地球と月のかけら（ラジオジングル）
- 恋愛のレシピ（ドラマCDジングル）
- アニメ のらみみ 劇中歌多数担当
- 映画 吸血少女対少女フランケン （主題歌＆挿入歌）
- 日活ロマンポルノ 後ろから前から（リバイバル版・主題歌コーラス）
- 映画 虎影（エンドロールの歌）

### 司会
- 自殺防止キャンペーン（NPO法人再チャレンジ東京）
- アフガニスタン大使 歓迎晩さん会

### 映画
- RAILWAYS（女性社員役）
- 吸血少女対少女フランケン（DVD特典映像/主題歌歌手）
- 神様のカルテ（母親役）

## 作品

### 作詞
- のらみみ（アニメ中挿入歌シンシアキャラソング）
- OVA ジャスティーン（主題歌）
- 吸血少女対少女フランケン（映画CD劇中歌）